# Basílica de Santa María (Mineápolis)
La Basílica de Santa María  (en inglés: Basilica of Saint Mary) es un basílica menor y concatedral católica ubicada en su propio bloque de la ciudad a lo largo de la avenida de Hennepin, entre las calles 16 y 17 en el centro de Minneapolis, Minnesota en Estados Unidos. Fue la primera basílica establecida en los Estados Unidos. La basílica de Santa María es la co-catedral de la archidiócesis católica de Saint Paul y Minneapolis.
La basílica de Santa María sustituyó a una iglesia previa, la Iglesia de la Inmaculada Concepción. El edificio fue construido en 1871, ubicado en la calle 3 y la 3.ª Avenida Norte. El Arzobispo John Ireland anunció planes para una nueva Iglesia de la Inmaculada Concepción el día de Navidad de 1903. En 1905, Lawrence S. Donaldson donó una parcela de una cuadra de la avenida de Hennepin cerca de Loring Park para los nuevos edificios de la iglesia. El diseño fue otorgado al arquitecto franco-estadounidense Emmanuel Louis Masqueray, el diseñador de la catedral de San Pablo. Masqueray diseñó el templo en el estilo clásico / barroco. Las obras comenzaron el 7 de agosto de 1907, con la construcción de los cimientos  hasta mayo de 1908.
La dedicación cívica de la iglesia tuvo lugar el 4 de noviembre de 1913, y la iglesia se abrió de manera informal el 31 de mayo de 1914.

## Véase también

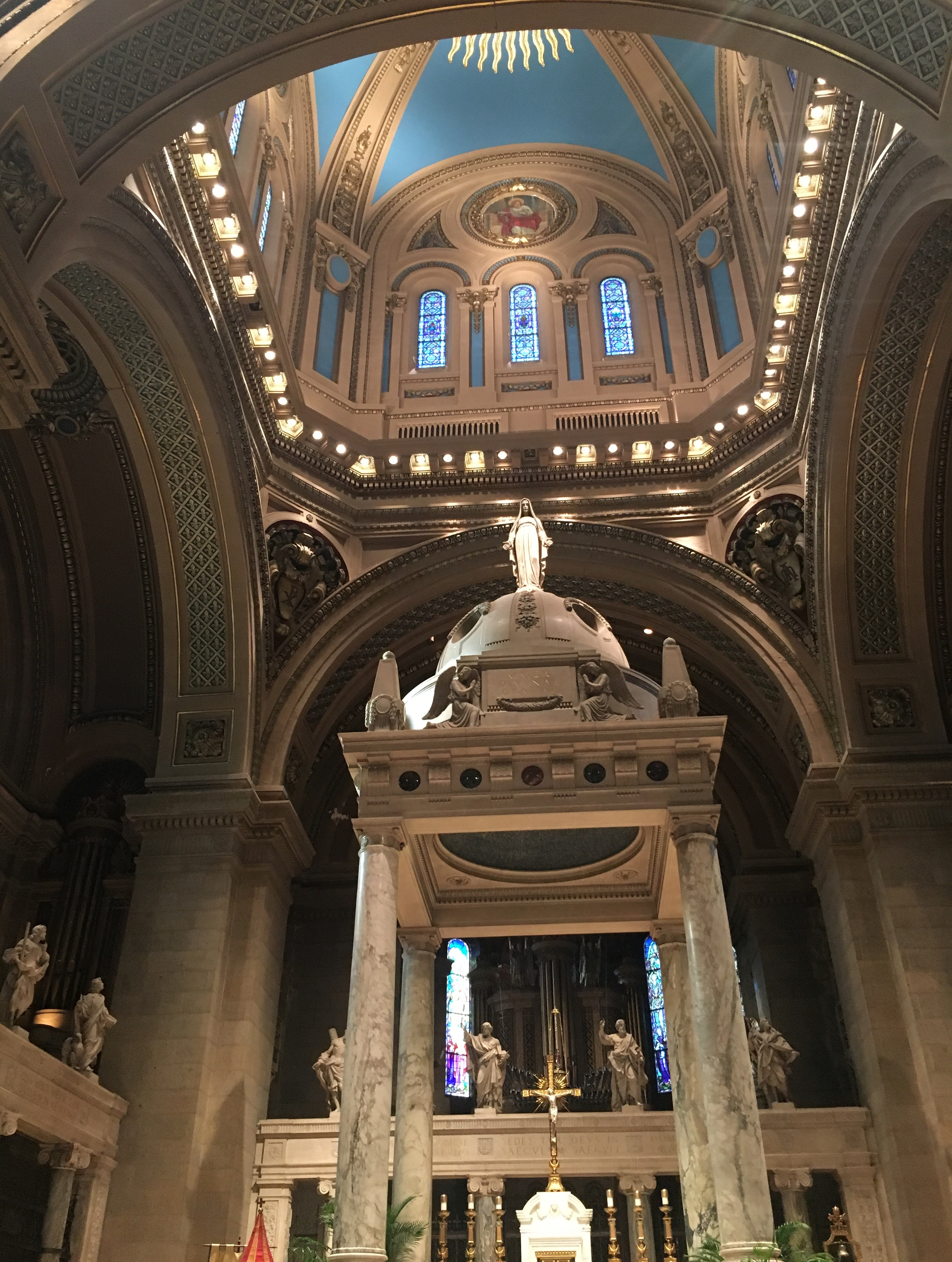
Vista interna